# Suhail
Suhail, eller Lambda Velorum (λ  Velorum, förkortat Lambda Vel, λ  Vel), som är stjärnans Bayer-beteckning, är en ensam stjärna i den norra delen av stjärnbilden Seglet. Den har en genomsnittlig skenbar magnitud på +2,21, är synlig för blotta ögat och den tredje ljusaste stjärnan i stjärnbilden. Baserat på parallaxmätningar i Hipparcos-uppdraget på 6,0 mas beräknas den befinna sig på ca 545 ljusårs (167 parsek) avstånd från solen.

## Nomenklatur
Lambda Velorum har det traditionella arabiska namnet السهيل الوزن suhayl al-wazn (Al Suhail al Wazn), men som en modern navigationsstjärna förkortades detta till Suhail. "Suhail" (ett vanligt arabiskt manligt förnamn) användes traditionellt för minst tre andra stjärnor: Canopus; Gamma Velorum (al Suhail al Muhlif) och Zeta Puppis (Suhail Hadar). År 2016 organiserade Internationella astronomiska unionen en arbetsgrupp för stjärnnamn (WGSN) med uppgift att katalogisera och standardisera riktiga namn för stjärnor. WGSN fastställde namnet Suhail för Lambda Velorum i augusti 2016 vilket nu ingår i IAU:s Catalog of Star Names. (Canopus fick dess namn godkänt utan ändring och Zeta Puppis fick namnet Naos).

## Egenskaper
Lambda Velorum är en orange jättestjärna av spektralklass K4 Ib och en utvecklad stjärna som har förbrukat förrådet av väte i dess kärna. Den har en massa som är ca 7 gånger solens massa. Den har en radie som är ca 210 gånger större än solens och utsänder ca 7 900 gånger mera energi än solen från dess fotosfär vid en effektiv temperatur på ca 3 800 - 4 000 K.
Lambda Velorum är en halvregelbunden variabel av SR-typ. Den varierar mellan skenbar magnitud +2,14 och 2,30 utan någon påvisad periodicitet.
Lambda Velorum ligger sannolikt på eller närmar sig den asymptotiska jättegrenen (AGB), även om dess egenskaper inte utesluter att den är en något mer massiv stjärna på den röda jättegrenen (RGB). Som AGB-stjärna har den en inert kärna av kol och syre och har växelvis termonukleär fusion av helium och väte i två skal utanför kärnan, där det yttre har expanderat till att vara ett djupt konvektivt, skal som genererar ett magnetfält. Ytstyrkan hos detta har uppmätts till 1,72 ± 0,33 G. Massiva stjärnor förbrukar sitt väte mycket snabbare än mindre stjärnor och Lambda Velorum uppskattas vara endast 32 miljoner år gammal.
Lambda Velorum ligger nära övre änden av massområdet för mellanstjärnor, vilka slutar dess liv genom att expandera till en planetarisk nebulosa med en resterande vit dvärg. Den kan dock vara tillräckligt massiv för att bli en supernova genom elektroninfångning.